# Sawino (rejon totiemski)
Sawino (ros. Савино) – wieś w Rosji, w rejonie totiemskim obwodu wołogodzkiego. W 2010 r. liczyła 144 mieszkańców.